# Micheil Korkia
Micheil Korkia (Georgisch: მიხეილ შოთას ძე ქორქია, Micheil Sjotas dze Korkia; Russisch: Михаил Шотаевич Коркия, Micheil Sjotajevitsj Korkia) (Koetaisi, 10 september 1948 - Tbilisi, 7 februari 2004) is een voormalig basketbalspeler, die op de Olympische Spelen speelde voor de Sovjet-Unie.

## Carrière
Korkia begon zijn loopbaan in 1965 bij Dinamo Tbilisi. Met Dinamo won hij in 1968 het landskampioenschap van de Sovjet-Unie. Ook won hij de USSR Cup in 1969. In 1969 verloor hij de finale om de European Cup Winners' Cup van Slavia VŠ Praag uit Tsjecho-Slowakije met 74-80. In 1979 stopte hij met basketbal. In 1981 werd hij hoofdcoach van Dinamo Tbilisi. Na één jaar werd hij assistent coach van Dinamo Moskou maar stopte na één jaar.
In 1972 won Korkia met het Nationale team van de Sovjet-Unie, goud op de Olympische Spelen en ook nog brons in 1976. Korkia won één keer goud op het Europees kampioenschap in 1971. Ook won hij nog zilver in 1975 en 1977.

## Privé
De oom van Micheil Korkia, Otar Korkia, haalde Olympische basketbal zilver in 1952. De beste vriend en teamgenoot van Micheil Korkia, Zoerab Sakandelidze, overleed 13 dagen eerder.

## Erelijst
- Landskampioen Sovjet-Unie: 1
  - Winnaar: 1968
  - Tweede: 1969
  - Derde: 1977
- Bekerwinnaar Sovjet-Unie: 1
  - Winnaar: 1969
  - Runner-up: 1973
- European Cup Winners' Cup:
  - Runner-up: 1969
- Olympische Spelen: 1
  - Goud: 1972
  - Brons: 1976
- Europees kampioenschap: 1
  - Goud: 1971
  - Zilver: 1975, 1977